# Coccothrinax victorini
Coccothrinax victorini är en enhjärtbladig växtart som beskrevs av Leon. Coccothrinax victorini ingår i släktet Coccothrinax och familjen Arecaceae. Inga underarter finns listade i Catalogue of Life.